# Ка дел Коле (Бергамо)
Ка дел Коле је насеље у Италији у округу Бергамо, региону Ломбардија.
Према процени из 2011. у насељу је живело 156 становника. Насеље се налази на надморској висини од 451 м.